# Попаян (аэропорт)
Аэропорт имени Гильермо Леона Валенсии (исп. Aeropuerto Guillermo León Valencia), (ИАТА: PPN, ИКАО: SKPP) — коммерческий аэропорт, расположенный в нескольких минутах ходьбы от центра города Попаян (департамент Каука, Колумбия).
Аэропорт был открыт в 1949 году и в настоящее время обслуживает гражданские авиарейсы по внутренним и региональным направлениям, принимая воздушные суда малого и среднего классов.

## Планы
В августе 2012 года директор Управления гражданской авиации Колумбии Сантьяго Кастро Гомес сообщил о выделении 7 млрд колумбийских песо для проведения работ по удлинению взлётно-посадочной полосы аэропорта, что позволит воздушной гавани принимать и отправлять крупные самолёты, в том числе и грузовой конфигурации.

## Авиакомпании и пункты назначения
- Avianca
  - Богота / международный аэропорт Эль-Дорадо

- Viva Colombia
  - Медельин / международный аэропорт имени Хосе Марии Кордовы

### Обслуживаемые воздушные суда
- Avianca
  - Fokker 50
  - Airbus A318

- Viva Colombia
  - Airbus A320

### Прекращённые маршруты
регулярные:
- Intercontinental de Aviación
  - Богота / международный аэропорт Эль-Дорадо

- SAM Colombia
  - Богота / международный аэропорт Эль-Дорадо

чартерные:
- LAN Colombia
  - Богота / международный аэропорт Эль-Дорадо

- SATENA
  - Богота / международный аэропорт Эль-Дорадо